# Valence-en-Poitou
Valence-en-Poitou es una comuna nueva francesa situada en el departamento de Vienne, de la región de Nueva Aquitania.

## Historia
Fue creada el 1 de enero de 2019, en aplicación de una resolución del prefecto de Vienne de 22 de noviembre de 2018 con la unión de las comunas de Ceaux-en-Couhé, Châtillon, Couhé, Payré y Vaux, pasando a estar el ayuntamiento en la antigua comuna de Couhé.

## Demografía
Según los datos aportados en la resolución del prefecto de Vienne, la comuna se crea con 4590 habitantes.

## Composición
| Comuna fusionada | Código INSEE | Población (2016) | Superficie (km²) | Densidad (hab./km²) |
| ---------------- | ------------ | ---------------- | ---------------- | ------------------- |
| Ceaux-en-Couhé   | 86043        | 533              | 16.22            | 33                  |
| Châtillon        | 86067        | 236              | 5.92             | 40                  |
| Couhé            | 86082        | 1855             | 9.11             | 204                 |
| Payré            | 86188        | 1027             | 26.13            | 39                  |
| Vaux             | 86278        | 803              | 25.84            | 31                  |